# Rémi Cusin
Rémi Cusin (3 de febrero de 1986) es un ciclista francés.

## Trayectoria
Debutó como amateur en el año 2008 con el equipo VC Lyon-Vaulx-en-Velin. Pasó a ser profesional en el año 2009 de la mano del equipo Agritubel. Puso fin a su carrera deportiva en 2013 tras no ser renovado por el IAM Cycling.

## Palmarés
2011
- 1 etapa de la Vuelta a Dinamarca

## Resultados en Grandes Vueltas
| Carrera | Carrera         | 2009 | 2010 | 2011 | 2012 | 2013 |
| ------- | --------------- | ---- | ---- | ---- | ---- | ---- |
|         | Giro de Italia  | —    | 82.º | —    | —    | —    |
|         | Tour de Francia | —    | —    | —    | —    | —    |
|         | Vuelta a España | —    | —    | —    | —    | —    |

—: no participa

Ab.: abandono

## Equipos
- Agritubel (2009)
- Cofidis (2010-2011)
- Team Type 1-Sanofi (2012)
- IAM Cycling (2013)